# Адијабатски процес
Адијабатски процес је процес у којем је размена топлоте система са спољашњом средином занемарљива. Рад који се изврши између два стања адијабатским процесом потпуно је одређен са та два стања и не зависи ни од каквих спољашњих услова. Овако извршени рад једнак је разлици унутрашњих енергија та два стања: . Адијабатски процеси се реално не могу постићи јер макар мала размена топлоте са спољашњом средином мора постојати, што говори и сам назив који бисмо могли превести као немогућ. Како би били умањени топлотни губици ти процеси се морају одвијати врло брзо.
Назив „адијабатски” дословно означава одсутност преноса топлоте. На пример, адијабатска граница је граница која је непропусна за пренос топлоте, те се за систем каже да је адијабатски (или топлотно) изолован - изолацијски зид апроксимира адијабатску границу. Други је пример температура адијабатског пламена, која представља температуру коју би достигао пламен у одсутности губитка топлоте према околини. Адијабатски процес, који је повратни, се такође зове изоентропијским процесом.
Супротни екстрем - максималног преноса топлоте с околином, узрокујући константно одржавање температуре - је познат као изотермски процес. Будући да је температура термодинамички коњугат ентропије, изотермни процес је коњугат адијабатском процесу за повратне трансформације. Трансформација термодинамичког система се може сматрати адијабатском када је довољно брза да значајна количина топлоте није измењена између система и околине. Адијабатски процес се, такође, може звати квазистатичким. Као супротност, трансформација термодинамичког система се може сматрати изотермном ако је довољно спора да температура система остане константном изменом топлоте с околином.
У метеорологији и океанографији, адијабатско хлађење производи кондензацију влаге или сланости, презасићујући парцелу. Због тога се вишак мора уклонити. Тамо процес постаје псеудо-адијабатски процес, при чему се претпоставља да се течна вода или со која се кондензује уклањају формирањем идеализованим тренутним падавинама. Псеудоадиабатски процес је дефинисан само за ширење, јер компримовани сегмент постаје топлији и остаје незасићен.

## Опис
Процес без преноса топлоте на систем или са њега, тако да је Q = 0, назива се адијабатским, i за такав систем се каже да је адијабатски изолован. Често се поставља поједностављујућа претпоставка да је процес адијабатски. На пример, претпоставља се да се компресија гаса унутар цилиндра мотора дешава тако брзо да се на временској скали процеса компресије, мали део енергије система може пренети као топлота у околину. Иако цилиндри нису изоловани и прилично су проводљиви, тај процес се идеализује као адијабатски. Исто се може рећи и за процес експанзије таквог система.
Претпоставка адијабатске изолације је корисна и често се комбинује са другим таквим идеализацијама да би се израчунала добра прва апроксимација понашања система. На пример, према Лапласу, када звук путује у гасу, нема времена за провођење топлоте у медијуму, те је ширење звука адијабатско. За такав адијабатски процес, модул еластичности (Јангов модул.) се може изразити као E = γP, где је γ однос специфичних топлота при константном притиску и при константној запремини (γ = Cp/Cv), а Pје притисак гаса.

### Разне примене адијабатске претпоставке
За затворени систем, први закон термодинамике се може написати као ΔU = Q − W, где ΔU означава промену унутрашње енергије система, Q количину енергије која му је додата као топлота, а W је рад који систем обавља на својој околини.
- Ако систем има тако круте зидове да се рад не може пренети ни унутра ни напоље (W = 0), а зидови нису адијабатски и енергија се додаје у облику топлоте (Q > 0), и нема промене фазе, онда ће температура система порасти.
- Ако систем има тако круте зидове да рад притиска-запремине не може да се обави, али су зидови адијабатски (Q = 0), и енергија се додаје као изохорни рад (константна запремина) у облику трења или мешања вискозног[13][14][15] флуида унутар система (W < 0), и нема промене фазе, тада ће температура система порасти.
- Ако су зидови система адијабатски (Q = 0), али нису крути (W ≠ 0), и у фиктивном идеализованом процесу енергија се додаје систему у облику невискозног рада притиска-запремине без трења (W < 0), и нема промене фазе, тада ће температура система порасти. Такав процес се назива изоентропски процес и каже се да је „реверзибилан”. У идеалном случају, ако је процес обрнут, енергија би се могла у потпуности повратити као рад система. Ако систем садржи компресибилни гас и смањен је у запремини, несигурност положаја гаса је смањена и наизглед би се смањила ентропија система, али ће температура система расти како је процес изоентропски (ΔS = 0). Ако се рад дода на такав начин да унутар система делују силе трења или вискозности, онда процес није изоентропски, и ако нема промене фазе, температура система ће порасти, за процес се каже да је „неповратан“, а рад који је додат систему није у потпуности надокнадив у облику рада.
- Ако зидови система нису адијабатски, а енергија се преноси као топлота, ентропија се преноси у систем са топлотом. Такав процес није ни адијабатски ни изоентропски, јер има Q > 0, и ΔS > 0 према другом закону термодинамике.

Природни адијабатски процеси су неповратни (производи се ентропија).
Пренос енергије као рада у адијабатски изоловани систем може се замислити као две идеализоване екстремне врсте. У једној таквој врсти, ентропија се не производи унутар система (без трења, вискозне дисипације, итд), а рад је само рад притиска-запремине (означен са P dV). У природи се ова идеална врста јавља само приближно, зато што захтева бесконачно спор процес и да нема извора дисипације.
Друга екстремна врста рада је изохорични рад (dV = 0), за који се енергија додаје као рад искључиво трењем или вискозном дисипацијом унутар система. Мешалица која преноси енергију вискозном флуиду адијабатски изолованог система са крутим зидовима, без промене фазе, довешће до пораста температуре флуида, али тај рад није надокнадив. Изохорни рад је неповратан. Други закон термодинамике примећује да се за природни процес, пренос енергије као рада, увек састоји у најмању руку од изохорног рада, а често и од обе ове екстремне врсте рада. Сваки природни процес, адијабатски или не, је неповратан, са ΔS > 0, јер су трење или вискозитет увек присутни у одређеној мери.

## Адијабатска компресија и експанзија
Адијабатска компресија гаса изазива пораст температуре гаса. Адијабатско ширење против притиска, или опруге, изазива пад температуре. Насупрот томе, слободна експанзија је изотермни процес за идеални гас.
Адијабатска компресија настаје када се притисак гаса повећа радом околине, на пример, клип који компримира гас који се налази у цилиндру и подиже температуру где у многим практичним ситуацијама провођење топлоте кроз зидове може бити споро у поређењу са време компресије. Ово налази практичну примену у дизел моторима који се ослањају на недостатак дисипације топлоте током такта компресије да би се температура паре горива подигла довољно да се она запали.
Адијабатска компресија се дешава у Земљиној атмосфери када се ваздушна маса спушта, на пример, у катабатском ветру, фенском ветру или чинушком ветру који дува низбрдо преко планинског ланца. Када се пакет ваздуха спусти, притисак на пакет се повећава. Због овог повећања притиска, запремина се смањује, а њена температура расте како се рад врши на пакетом ваздуха, чиме се повећава његова унутрашња енергија, што се манифестује порастом температуре те масе ваздуха. Пакет ваздуха може само полако да распршује енергију вођењем или зрачењем (топлотом), и у првој апроксимацији може се сматрати адијабатски изолованим, а процес адијабатским процесом.
Адијабатска експанзија се дешава када се притисак на адијабатски изоловани систем смањи, дозвољавајући му да се прошири у величини, што доводи до тога да врши рад на свом окружењу. Када се притисак који се примењује на пакет гаса смањи, гасу је дозвољено да се прошири; како се запремина повећава, температура опада, док се његова унутрашња енергија смањује. Адијабатско ширење се дешава у Земљиној атмосфери са орографским подизањем и заветринским таласима, и то може да формира пилијусе или лентикуларне облаке.
Делимично због адијабатског ширења у планинским областима, снежне падавине се ретко јављају у неким деловима пустиње Сахаре.
Адијабатско ширење не мора да укључује флуид. Једна техника која се користи за достизање веома ниских температура (хиљадити део, па чак и милионити део степена изнад апсолутне нуле) је путем адијабатске демагнетизације, где се промена магнетног поља на магнетном материјалу користи да се обезбеди адијабатско ширење. Такође, садржај ширећег универзума може се описати (до првог реда) као флуид који се адијабатски шири. (Погледајте топлотну смрт универзума.)
Магма која се диже такође пролази кроз адијабатско ширење пре ерупције, што је посебно значајно у случају магми које се брзо дижу из великих дубина, као што су кимберлити.
У Земљином конвективном омотачу (астеносфери) испод литосфере, температура плашта је приближно адијабата. Благо смањење температуре са мањом дубином настаје услед пада притиска што је материјал плиће у Земљи..
Такве промене температуре могу се квантификовати коришћењем закона идеалног гаса, или хидростатичке једначине  за атмосферске процесе.
У пракси, ниједан процес није истински адијабатски. Многи процеси се ослањају на велику разлику у временским скалама процеса од интереса и стопи дисипације топлоте преко границе система, и стога се апроксимирају коришћењем адијабатске претпоставке. Увек постоји губитак топлоте, јер не постоје савршени изолатори.

## Адијабатско загревање и хлађење
Адијабатске промене температуре дешавају се због промене  притиска гаса, при чему се не додаје нити одузима топлота. У супротности, слободно ширење је изотермски процес за идеалан плин.
Адијабатско загревање дешава се када се притисак гаса повећа од извршеног рада од стране средине која га окружује, нпр. клип. Дизелов мотор се ослања на адијабатско загрејавање током компресионог замаха како би повисио температуру довољно да запали гориво.
Адијабатско загрејавање, такође се дешава у Земљиној атмосфери када се ваздушна маса спушта, на пример, катабатички ветар или фен који струји низбрдо.
Адијабатско хлађење се дешава када се притисак супстанце смањи у току вршења рада на њену околину. Адијабатско хлађење не мора укључивати флуид. Једна техника, којом се достижу веома ниске температуре (хиљадити или чак милионити делови степена изнад апсолутне нуле), је адијабатска демагнетизација, где се промена у магнетном пољу магнетичног материјала користи како би се остварило адијабатско хлађење. Адијабатско хлађење се, такође, дешава у Земљиној атмосфери са орографским уздизањем и заветринским таласима, што може довести до формирања пилеуса или лентикуларног облака ако се ваздух охлади испод тачке рошења.
Надолазећа магма, такође, пролази кроз адијабатско хлађење пре ерупције.
Такве температурне промене могу се квантификовати користећи закон идеалног гаса, или хидростатичку једначину за атмосферске процесе.
Ни један процес није идеално адијабатски. Многи процеси су близу адијабатског, те се могу лако апроксимирати кориштењем адијабатске претпоставке, али увек постоји неки губитак топлоте; пошто не постоји савршени изолатор.

### Адијабата
Адијабатски процес идеалног гаса можемо приказати графички адијабатом.
На pV дијаграму адијабата има сличан облик као и изотерма, али је стрмија.
При адијабатском процесу идеалног гаса важи релација: {\displaystyle pV^{k}=const}, где је k Поасонов број, који се дефинише као {\displaystyle k=C_{p}/C_{v}}, где је {\displaystyle C_{p}} моларни топлотни капацитет при сталном притиску, а {\displaystyle C_{v}} моларни топлотни капацитет при сталној запремини. Користећи једначину стања идеалног гаса може се доћи и до других веза између основних параметара које карактеришу стање идеалног гаса. Тако се изводе везе {\displaystyle TV^{k-1}=\operatorname {const} } и Рашчлањивање није успело (грешка у синтакси): {\displaystyle {{T^k}} \over {p^{k-1}}} = const}

### Поасонов број
Поасонов број има различите вредности за различите гасове, у зависности од тога колико атома се садржи у њиховом молекулу. За једноатомски гас износи 5/3, за двоатомски 7/5.

## Идеални гас (повратни процес)
Математичка једначина за идеални флуид који се подвргава повратном (без генерације ентропије) адијабатском процесу је
{\displaystyle PV^{\gamma }=\operatorname {konstanta} \qquad }
где је P притисак, V специфична или моларна запремина, и
{\displaystyle \gamma ={C_{P} \over C_{V}}={\frac {\alpha +1}{\alpha }},}
{\displaystyle C_{P}} је специфична топлота за константни притисак,
{\displaystyle C_{V}} је специфична топлота за константну запремину, γ је адијабатски индекс, и {\displaystyle \alpha } је број степени слободе подељен са 2 (3/2 за једноатомске гасове, 5/2 за двоатомске гасове).
За једноатомске гасове, {\displaystyle \gamma =5/3\,}, и за двоатомске гасове (као што је азот и кисеоник, главне компоненте ваздуха) {\displaystyle \gamma =7/5\,}. Горње формуле су примјенљиве само за класичне идеалне гасове, а не за Бозе-Ајнштајновe ili фермионске гасове.
За повратне адијабатске процесе, такође вреди да је
{\displaystyle P^{1-\gamma }T^{\gamma }=\operatorname {konstanta} }
{\displaystyle VT^{\alpha }=\operatorname {konstanta} }
где је T апсолутна температура.
Ово се, такође, може написати као
{\displaystyle TV^{\gamma -1}=\operatorname {konstanta} }

### Деривација непрекидне формуле
Дефиниција адијабатског процеса је да је пренос топлоте ка систему једнак нули, {\displaystyle \delta Q=0}. Тада, према првом закону термодинамике,
{\displaystyle {\text{(1)}}\qquad dU+\delta W=\delta Q=0,}
где је dU промена унутрашње енергије система, а δW је извршени рад од стране система. Сваки извршени рад (δW) мора бити извршен на рачун унутрашње енергије U, јер се топлота δQ није доводила из околине. Рад притисак-запремина δW вршен од стране система дефинисан је као
{\displaystyle {\text{(2)}}\qquad \delta W=P\,dV.}
Међутим, P не остаје константа током адијабатског процеса, него се мења заједно са V.
Пожељно је познавати како су вредности dP и dV повезане једна с другом током одвијања адијабатског процеса. За идеалан гас, унутрашња енергија је дата као
{\displaystyle {\text{(3)}}\qquad U=\alpha nRT,}
где је R универзална гасна константа, а n је број молова у систему (константа).
Диференцирањем једначине (3) и употребом закона идеалног гаса, {\displaystyle PV=nRT}, добија се
{\displaystyle {\text{(4)}}\qquad dU=\alpha nR\,dT=\alpha \,d(PV)=\alpha (P\,dV+V\,dP).}
Једначина (4) се често изражава као {\displaystyle dU=nC_{V}\,dT}, јер је {\displaystyle C_{V}=\alpha R}.
Сада се могу једначине (2) и (4) уврстити у једначину (1), да би се добило
{\displaystyle -P\,dV=\alpha P\,dV+\alpha V\,dP,}
једноставније:
{\displaystyle -(\alpha +1)P\,dV=\alpha V\,dP,}
те поделити обе стране са PV:
{\displaystyle -(\alpha +1){dV \over V}=\alpha {dP \over P}.}
Након интегрисања леве и десне стране од {\displaystyle V_{0}} до V, те од {\displaystyle P_{0}} до P, и заменом страна,
{\displaystyle \ln \left({P \over P_{0}}\right)={-{\alpha +1 \over \alpha }}\ln \left({V \over V_{0}}\right).}
Експонентовањем обе стране,
{\displaystyle \left({P \over P_{0}}\right)=\left({V \over V_{0}}\right)^{-{\alpha +1 \over \alpha }},}
и елиминисањем знака минус, добија се
{\displaystyle \left({P \over P_{0}}\right)=\left({V_{0} \over V}\right)^{\alpha +1 \over \alpha }.}
На крају,
{\displaystyle \left({P \over P_{0}}\right)\left({V \over V_{0}}\right)^{\alpha +1 \over \alpha }=1}
и
{\displaystyle PV^{\alpha +1 \over \alpha }=P_{0}V_{0}^{\alpha +1 \over \alpha }=PV^{\gamma }=\operatorname {konstanta} .}

### Деривација дискретне формуле
Промена у унутрашњој енергији система, мерена од стања 1 до стања 2, једнака је
{\displaystyle {\text{(1)}}\qquad \Delta U=\alpha Rn_{2}T_{2}-\alpha Rn_{1}T_{1}=\alpha R(n_{2}T_{2}-n_{1}T_{1})}
U isto vreme, izvršeni rad zbog promena u P-V односима, као резултат овог процеса, једнак је
{\displaystyle {\text{(2)}}\qquad W=\int _{V_{1}}^{V_{2}}P\,dV}
Пошто је овде разматра адијабатски процес, следећа једначина мора да вреди
{\displaystyle {\text{(3)}}\qquad \Delta U+W=0}
Према претходној деривацији,
{\displaystyle {\text{(4)}}\qquad PV^{\gamma }={\text{konstanta}}=P_{1}V_{1}^{\gamma }}
Прерасподела једначине (4) даје
{\displaystyle P=P_{1}\left({\frac {V_{1}}{V}}\right)^{\gamma }}
Заменом у (2) даје
{\displaystyle W=\int _{V_{1}}^{V_{2}}P_{1}\left({\frac {V_{1}}{V}}\right)^{\gamma }\,dV}
Интегрисањем,
{\displaystyle W=P_{1}V_{1}^{\gamma }{\frac {V_{2}^{1-\gamma }-V_{1}^{1-\gamma }}{1-\gamma }}}
Заменом {\displaystyle \gamma ={\frac {\alpha +1}{\alpha }}},
{\displaystyle W=-\alpha P_{1}V_{1}^{\gamma }\left(V_{2}^{1-\gamma }-V_{1}^{1-\gamma }\right)}
Прерасподелом,
{\displaystyle W=-\alpha P_{1}V_{1}\left(\left({\frac {V_{2}}{V_{1}}}\right)^{1-\gamma }-1\right)}
Кориштењем закона о идеалном гасу и претпоставке да постоји константан моларни квантитет (што се често дешава одређеним случајевима),
{\displaystyle W=-\alpha nRT_{1}\left(\left({\frac {V_{2}}{V_{1}}}\right)^{1-\gamma }-1\right)}
Према непрекидној формули,
{\displaystyle {\frac {P_{2}}{P_{1}}}=\left({\frac {V_{2}}{V_{1}}}\right)^{-\gamma }}
или,
{\displaystyle \left({\frac {P_{2}}{P_{1}}}\right)^{-1 \over \gamma }={\frac {V_{2}}{V_{1}}}}
Заменом у претходни израз за {\displaystyle W},
{\displaystyle W=-\alpha nRT_{1}\left(\left({\frac {P_{2}}{P_{1}}}\right)^{\frac {\gamma -1}{\gamma }}-1\right)}
Заменом овог израза заједно са (1) у (3) даје
{\displaystyle \alpha nR(T_{2}-T_{1})=\alpha nRT_{1}\left(\left({\frac {P_{2}}{P_{1}}}\right)^{\frac {\gamma -1}{\gamma }}-1\right)}
Поједностављено,
{\displaystyle T_{2}-T_{1}=T_{1}\left(\left({\frac {P_{2}}{P_{1}}}\right)^{\frac {\gamma -1}{\gamma }}-1\right)}
Поједностављено,
{\displaystyle {\frac {T_{2}}{T_{1}}}-1=\left({\frac {P_{2}}{P_{1}}}\right)^{\frac {\gamma -1}{\gamma }}-1}
Поједностављено,
{\displaystyle T_{2}=T_{1}\left({\frac {P_{2}}{P_{1}}}\right)^{\frac {\gamma -1}{\gamma }}}

## Графици адијабата
Адијабата је крива константне ентропије на P-V дијаграму. Особине адијабата на P-V дијаграму су:
1. Свака адијабата асимптотски се приближава и оси V и оси P (као и изотерма).[75][76][77][78]
2. Свака адијабата пресјеца сваку изотерму тачно једном.
3. Адијабата изгледа слично као изотерма, осим што током експанзије, адијабата губи више притиска од изотерме, тако да има стрмији успун (више је вертикална).
4. Ако су изотерме конкавне према правцу „североистока” (45°), тада су адијабате конкавне према правцу „исток-североисток” (31°).
5. Ако су адијабате и изотерме представљене графички појединачно према тачно одређеној промени ентропије и температуре, респективно (као висина на контурној карти), тада како се око креће према осама (према „југозападу”), видеће се да густина изотерми остаје константна, али густина адијабата се повећава. Изузетак је непосредна близина апсолутне нуле, где густина адијабата нагло опада, те оне постају ретке (погледајте чланак Нернстова теорема).[79][80][81]

## Концептуални значај у термодинамичкој теорији
Адијабатски процес је важан за термодинамику од њених раних дана. Био је важан у Џуловом раду, јер је омогућио начин скоро директног повезивања количина топлоте и рада.
Енергија може ући или изаћи из термодинамичког система затвореног зидовима који спречавају пренос масе само као топлота или рад. Према томе, количина рада у таквом систему може се скоро директно повезати са еквивалентном количином топлоте у циклусу од два крака. Први је изохорни адијабатски радни процес који повећава унутрашњу енергију система; други, изохоричан и безрадни пренос топлоте који враћа систем у првобитно стање. Сходно томе, Ранкин је мерио количину топлоте у јединицама рада, а не као калориметријску количину. Године 1854, Ранкин је користио величину коју је назвао „термодинамичка функција“ која је касније названа ентропијом, и у то време је писао такође о „кривој без преноса топлоте“, коју је касније назвао адијабатском кривом. Поред два изотермна крака, Карноов циклус има два адијабатска крака.
За основе термодинамике, концептуални значај овога су нагласили Брајан, Каратеодори и Бор. Разлог је да калориметрија претпоставља тип температуре као што је већ дефинисано пре изјаве првог закона термодинамике, као што је она заснована на емпиријским скалама. Таква претпоставка укључује прављење разлике између емпиријске температуре и апсолутне температуре. Уместо тога, најбоље је оставити дефиницију апсолутне термодинамичке температуре док други закон не буде доступан као концептуална основа.
У осамнаестом веку, закон одржања енергије још није био у потпуности формулисан или успостављен, и расправљало се о природи топлоте. Један приступ овим проблемима био је да се топлота, мерена калориметријом, сматра примарном супстанцом која се очувава по количини. Средином деветнаестог века она је препозната као облик енергије, а тиме је препознат и закон одржања енергије. Став који се на крају успоставио и који се тренутно сматра исправним је да је закон одржања енергије примарни аксиом и да топлоту треба анализирати као последичну. У том светлу, топлота не може бити компонента укупне енергије једног тела јер није променљива стања, већ променљива која описује пренос између два тела. Адијабатски процес је важан јер је логичан састојак овог садашњег гледишта.

## Различите употребе речиадијабатски
Овај чланак је писан са становишта макроскопске термодинамике, и реч адијабатски се у овом чланку користи на традиционални начин термодинамике, који је увео Ранкин. У овом чланку се истиче да, на пример, ако је компресија гаса брза, онда постоји мало времена за пренос топлоте, чак и када гас није адијабатски изолован одређеним зидом. У том смислу, за брзу компресију гаса се понекад приближно или слободно каже да је адијабатска, иако је често далеко од изоентропске, чак и када гас није адијабатски изолован дефинитивним зидом.
Неки аутори, попут Пипарда, препоручују коришћење „адијатермалног“ да се односи на процесе у којима не долази до размене топлоте (као што је џулова експанзија), а „адијабатског“ за реверзибилне квазистатичке адијатермалне процесе (тако да брза компресија гаса није „адијабатска"). Лејдлер је сумирао компликовану етимологију „адијабатског”.
Квантна механика и квантна статистичка механика, међутим, користе реч адијабатски у сасвим другачијем смислу, који понекад може изгледати скоро супротан класичном термодинамичком смислу. У квантној теорији, реч адијабатски може значити нешто што је можда скоро изоентропско, или можда скоро квазистатично, али употреба речи је веома различита између ове две дисциплине.
С једне стране, у квантној теорији, ако се пертурбативни елемент компресијског рада обавља скоро бесконачно споро (то јест квази-статички), каже се да је урађен адијабатски. Идеја је да се облици сопствених функција мењају полако и континуирано, тако да се не покреће никакав квантни скок, а промена је практично реверзибилна. Док су бројеви заузетости непромењени, ипак постоји промена у нивоима енергије један-за-један одговарајућих сопствених стања пре и после компресије. Тако је пертурбативни елемент рада обављен без преноса топлоте и без уношења случајних промена унутар система. На пример, Макс Бор пише „Заправо, то је обично 'адијабатски' случај са којим морамо да радимо: то јест, гранични случај где спољна сила (или реакција делова система једних на друге) делује веома споро. У овом случају, до веома високе апроксимације
{\displaystyle c_{1}^{2}=1,\,\,c_{2}^{2}=0,\,\,c_{3}^{2}=0,\,...\,,}
односно не постоји вероватноћа за прелаз, и систем је у почетном стању након престанка поремећаја. Тако спора пертурбација је стога реверзибилна, као што је то класично."
С друге стране, у квантној теорији, ако се пертурбативни елемент компресијског рада брзо обавља, он мења бројеве заузетости и енергије сопствених стања пропорционално интегралу прелазног момента и у складу са теоријом пертурбације која зависи од времена, као и реметећи функционални облик самих сопствених стања. У тој теорији се каже да таква брза промена није адијабатска, а на њу се примењује супротна реч дијабатска.
Недавна истраживања сугеришу да енергија апсорбована из пертурбације одговара брзини ових неадијабатских прелаза. Ово одговара класичном процесу преноса енергије у облику топлоте, али са релативним временским скалама обрнутим у квантном случају. Квантни адијабатски процеси се одвијају на релативно дугим временским скалама, док се класични адијабатски процеси одвијају у релативно кратким временским скалама. Такође треба напоменути да се концепт 'топлоте' (у односу на количину пренете топлотне енергије) распада на квантном нивоу, и да се уместо тога мора узети у обзир специфичан облик енергије (обично електромагнетни). Мала или занемарљива апсорпција енергије из пертурбације у квантном адијабатском процесу даје добро оправдање да се он идентификује као квантни аналог адијабатских процеса у класичној термодинамици и за поновну употребу термина.
Штавише, у атмосферској термодинамици, дијабатски процес је онај у коме се размењује топлота.
У класичној термодинамици, таква брза промена би се и даље назвала адијабатском, јер је систем адијабатски изолован и нема преноса енергије као топлоте. Снажна иреверзибилност промене, због вискозности или друге производње ентропије, не утиче на ову класичну употребу.
Тако се за масу гаса, у макроскопској термодинамици, речи користе тако да се компресију понекад лабаво или приближно каже да је адијабатска ако је довољно брза да избегне значајан пренос топлоте, чак и ако систем није адијабатски изолован. Али у квантној статистичкој теорији, компресија се не назива адијабатском ако је брза, чак и ако је систем адијабатски изолован у класичном термодинамичком смислу тог појма. Речи се различито користе у две дисциплине, као што је горе наведено.